# كارلوس بينيدا ألفارادو
كارلوس بينيدا ألفارادو هو لاعب كرة قدم إكوادوري في مركز الوسط، ولد في 21 فبراير 1937 في غواياكيل في الإكوادور، وتوفي في 6 أبريل 2000. لعب مع نادي إيميلك.